# Wiczlino (gromada)
Wiczlino – dawna gromada, czyli najmniejsza jednostka podziału terytorialnego Polskiej Rzeczypospolitej Ludowej w latach 1954–1972.
Gromady, z gromadzkimi radami narodowymi (GRN) jako organami władzy najniższego stopnia na wsi, funkcjonowały od reformy reorganizującej administrację wiejską przeprowadzonej jesienią 1954 do momentu ich zniesienia z dniem 1 stycznia 1973, tym samym wypierając organizację gminną w latach 1954–1972.
Gromadę Wiczlino z siedzibą GRN w Wiczlinie (obecnie w granicach Gdyni) utworzono – jako jedną z 8759 gromad na obszarze Polski – w powiecie wejherowskim w woj. gdańskim na mocy uchwały nr 26/III/54 WRN w Gdańsku z dnia 5 października 1954. W skład jednostki wszedł obszar dotychczasowej gromady Wiczlino oraz część dotychczasowej gromady Kolonia (parcele Nr Nr 1-–8, 46–część, 49–85, 111/1, 112/1, 113/1 i 114/1 z karty mapy 3 i wszystkie parcele z karty mapy 1) ze zniesionej gminy Chwaszczyno w tymże powiecie. Dla gromady ustalono 11 członków gromadzkiej rady narodowej.
1 stycznia 1960 gromadę zniesiono, a jej obszar włączono do gromady Chwaszczyno w tymże powiecie.